# Étueffont
Étueffont – miejscowość i gmina we Francji, w regionie Burgundia-Franche-Comté, w departamencie Territoire de Belfort.
Według danych na rok 1990 gminę zamieszkiwały 1324 osoby, a gęstość zaludnienia wynosiła 106 osób/km² (wśród 1786 gmin Franche-Comté Étueffont plasuje się na 122. miejscu pod względem liczby ludności, natomiast pod względem powierzchni na miejscu 306.).